# Прибрежный аквальный комплекс у мыса Казантип
Прибрежный аквальный комплекс у мыса Казантип (укр. Прибережний аквальний комплекс біля миса Казантип, крымскотат. Qazan Tip burnu yanındaki yalı akval kompleksi, Къазан Тип бурну янындаки ялы акваль комплекси) — гидрологический памятник природы, расположенный на территории Ленинского района (Крым). Площадь — 240 км².
В 2021 году постановлением правительства России от 26 апреля 2021 года N 648 был преобразован в государственный природный заказник федерального значения «Казантипский морской».

## История
Статус памятника природы присвоен Решением исполнительного комитета Крымского областного Совета народных депутатов от 22.02.1972 № 97.
Является государственным памятником природы регионального значения, согласно Распоряжению Совета министров Республики Крым от 05.02.2015 № 69-р «Об утверждении Перечня особо охраняемых природных территорий регионального значения Республики Крым».

## Описание
Статус памятника природы присвоен с целью сохранения, возобновления и рационального использования типичных и уникальных природных комплексов. На территории памятника природы запрещается или ограничивается любая деятельность, если она противоречит целям его создания или причиняет вред природным комплексам и их компонентам.
Памятник природы занимает прибрежную полосу акватории Азовского моря, что примыкает к мысу Казантип — севернее села Мысовое.
Памятник природы полностью входит в состав водно-болотного угодья международного значения
«Аквально-скальный комплекс мыса Казантип» (с 2013 года) и частично (57 га) — в границы Казантипского заповедника (с 1998 года).

## Природа
Объект охраны — прибрежный аквальный комплекс (участок акватории).
Мыс Казантип далеко вдаётся в море и имеет форму брахиантиклиналь с пологим наклоном пластов на крыльях.
Здесь сосредоточены галофитные биоценозы и морские макрофиты. Аквально-скальный комплекс имеет большое значение для водоплавающих птиц (например, цапли большой белой, цапли малой белой, огари), как места для гнездования. Аквальный комплекс — важное место нереста, нагула и зимовли местных видов рыб. В акватории Азовского моря обитают краснокнижные виды, например мизида аномальная (Hemimysis anomala), мизида зубчастая (Hemimysis serrata), травяной краб (Carcinus aestuarii), морской крот (Upogebia pusilla).